# Пеналва (Мараньян)

Пеналва на карте штата.

Пеналва (порт. Penalva) — муниципалитет в Бразилии, входит в штат Мараньян. Составная часть мезорегиона Север штата Мараньян. Входит в экономико-статистический микрорегион Байшада-Мараньенси. Население составляет 34 267 человек на 2010 год. Занимает площадь 768,714 км². Плотность населения — 44,58 чел./км².

## Демография
Согласно сведениям, собранным в ходе переписи 2010 г. Национальным институтом географии и статистики (IBGE), население муниципалитета составляет:
| Полное население                               | Полное население                               | Полное население                               | Полное население                               | 34 267 |
| ---------------------------------------------- | ---------------------------------------------- | ---------------------------------------------- | ---------------------------------------------- | ------ |
| в том числе:                                   | Городское население                            | 16 593                                         | Процент городского населения, %                | 48,42  |
|                                                | Сельское население                             | 17 674                                         | Процент сельского населения, %                 | 51,58  |
|                                                | Мужское население                              | 17 403                                         | Процент мужского населения, %                  | 50,79  |
|                                                | Женское население                              | 16 864                                         | Процент женского населения, %                  | 49,21  |
| Плотность населения, чел/км²                   | Плотность населения, чел/км²                   | Плотность населения, чел/км²                   | Плотность населения, чел/км²                   | 44,58  |
| Население муниципалитета в % к населению штата | Население муниципалитета в % к населению штата | Население муниципалитета в % к населению штата | Население муниципалитета в % к населению штата | 0,52   |

По данным оценки 2016 года, население муниципалитета составляет 37 255 жителей.

## История
Город основан 10 августа 1915 года. 

## Статистика
- Валовой внутренний продукт на 2003 год составляет 40 167 745,00 реалов (данные: Бразильский институт географии и статистики).
- Валовой внутренний продукт на душу населения на 2003 год составляет 1308,23 реалов (данные: Бразильский институт географии и статистики).
- Индекс развития человеческого потенциала на 2000 год составляет 0,584 (данные: Программа развития ООН).